# آدم باريرو
آدم باريرو (بالإسبانية: Adam Bareiro)‏ (مواليد 26 يوليو 1996) هو لاعب كرة قدم من الباراغواي يلعب كمهاجم في نادي ألانيا سبور.

## روابط خارجية
- آدم باريرو على موقع اتحاد تركيا (لاعب) (الإنجليزية)
- آدم باريرو على موقع قاعدة بيانات كرة القدم.إي يو (الإنجليزية)
- آدم باريرو على موقع ناشيونال فوتبول تيمز (الإنجليزية)
- آدم باريرو على موقع Soccerway.com (الإنجليزية)